# جبل براقة
جبل براقة (الرياض) يبعد جبل براقة حوالي 70 كيلو مترًا شمال البجادية. وجد به بقايا أضرحة ومستوطنات قديمة تعود إلى ما قبل ألفي عام، كما تظهر حوله بقايا أبنية من الحجر على شكل دوائر كاملة لا يعرف الغرض منها حتى الآن .